# Theodor Marx (Architekt)
Theodor Heinrich Marx (* 15. April 1833 in Karlsruhe, Großherzogtum Baden; † 26. Februar 1890 ebenda) war ein deutscher Architekt, der von 1857 bis 1867 am Hofe des brasilianischen Kaisers Peter II. wirkte.

## Leben
Theodor Marx war ein Sohn des badischen Violoncellisten und Komponisten Matern Josef Marx (1792–1836) und dessen Ehefrau Sophie, geborene Satzger († 1855). Die Sopranistin Pauline Marx (1820–1880) war seine Schwester.
Von 1851 bis 1855 besuchte er unter dem Direktorat von Heinrich Hübsch die Bauschule des Polytechnikums Karlsruhe. Dort erhielt er eine vielseitige Ausbildung, die aus Kursen in Chemie, Physik, Darstellender Geometrie, Perspektive und Baustatik sowie spezielleren Kurse in Architektur bestand, etwa Figürlichem Zeichnen und Landschaftszeichnen, Monumentalarchitektur und gehobener Architektur, Baustilkunde, Holz- und Gipsmodellierung, Ornamentik und Archäologie.

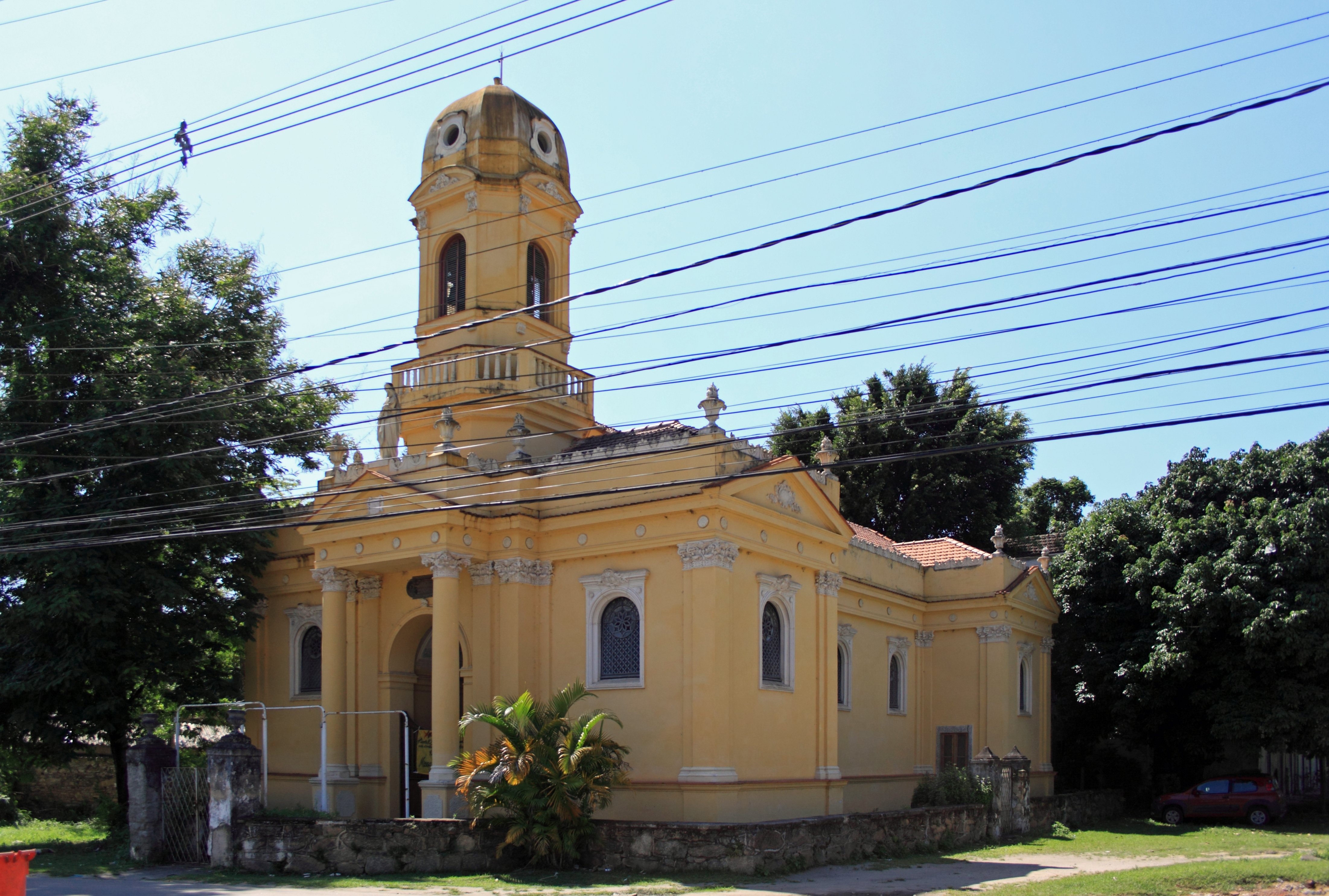
Igreja Nossa Senhora dos Remédios, Colônia Juliano Moreira in Jacarepaguá, Rio de Janeiro

1856 ging Marx mit einer Gruppe von Fachleuten nach Brasilien, um an der Gründung des Unternehmens „Architectonica“ mitzuwirken, das dem Notar und Unternehmer Francisco José Fialho (1814–1885) gehörte. Dieser hatte ausländische Spezialisten für die Verwirklichung seiner Vorhaben angeworben. Marx arbeitete 1857/1858 zunächst an der Bauplanung und Bauausführung des Herrenhauses seines Arbeitgebers. Auch plante er die 1862 eingeweihte Kirche Nossa Senhora dos Remédios auf dem Landgut von Maria Paschoal und Francisco Teles Cosme dos Reis in Jacarepaguá bei Rio de Janeiro.
Marx’ bedeutendste Aufgabe bestand in den Jahren 1857 bis 1867 jedoch darin, am Hof des brasilianischen Kaisers Peter II. Bauprojekte zu übernehmen. In dieser Funktion erarbeitete er von 1858 bis 1861 Pläne für den kaiserlichen Palácio do Grão-Pará in Petrópolis, die nur teilweise umgesetzt wurden. 1862 war er mit Arbeiten am Palácio de São Cristóvão auf der Quinta da Boa Vista betraut. 1865 trug er die Amtsbezeichnungen „architecto das obras do Paço“ und „architecto das obras da Quinta Imperial“.
1867 verließ er Brasilien und schiffte sich Richtung Rio de la Plata ein. Dann kehrte er nach Deutschland zurück. Dort lebte er eine Weile in Münster, ehe er in seine Geburtsstadt Karlsruhe zurückkehrte, wo er im Alter von 56 Jahren starb. Als er starb, war er mit Louise Eggemann aus Amelsbüren verheiratet, die zwischen 1864 und 1871 fünf Kinder geboren hatte, drei Töchter und zwei Söhne.
Die Sammlung seiner Zeichnungen in der Brasilianischen Nationalbibliothek verzeichnet etwa 170 Gegenstände.